# Von Roland
von Roland var en svensk adelsätt.
Stamfader för ätten är en Roland Eliasson från Forsa socken i Hälsingland som under andra halvan av 1600-talet var borgare och handelsman i Stockholm. Hans hustru hette Brita Ångerman och var syster till Johan Upmarck Rosenadler samt via mödernesläkten Folcker Bureättling. Barnen upptog namnet Roland.
En dotter, Juliana Roland, var med sin make grosshandlaren Henrik Schröder mor till Samuel Schröderstierna. En syster till henne, Sofia, var gift med Govert In de Betou av släkten In de Betou och har många ättlingar. Systern Wendela var gift med Samuel Törling. Två bröder till dessa, Erik och Carl Roland, adlades 1719 med prefixtillägget "von", och introducerades året därpå på Riddarhuset med nummer 1614.
Erik von Roland var kansliråd och hans dotter Ulrika var gift med Samuel Klingenstierna. Hans bror Carl von Roland var militär, och tillfångatogs efter slaget vid Poltava.
Ätten är sedan länge utgången.